# فرتشين
فرتشين (Врчин) هي أحد أحيا العاصمة بلغراد في مقاطعة وسط صربيا في صربيا.